# Flavr Savr
Flavr Savr® kallas den genmodifierade tomatsort som modifierats för att inte kunna ruttna. Flavr Savrs gen gör att den funktion som gör att cellväggarna mjuknar har stängts av och tomaten kan mogna på plantan i stället för att som med andra tomater plockas före mognaden och genom att förvara frukten i etylengas på konstgjord väg hjälpa tomaten att mogna. Tomaten introducerades för första gången år 1994 i USA.